# 布萊頓皇家劇場
布萊頓皇家劇場（Thertre Royal, Brighton ）是位於英國城市布萊頓的一座劇院，主要上演倫敦西區音樂劇和話劇，此外有時也上演歌劇和芭蕾。布萊頓皇家劇場開業於1807年，現在可以容納807人觀眾。

## 外部連結
- History of Brighton's Theatres Including the Theatre Royal. （页面存档备份，存于）
- Theatre Royal Brighton （页面存档备份，存于）

50°49′24″N 0°08′22″W / 50.82333°N 0.13944°W